# 恐音症
厌声症（英語：misophonia，又名為恐音症或聲怒症），字面意思是「對聲音的厭惡」，患者聽到特定聲音會觸發負面的情緒、思想和身體反應。
厌声症一詞最先被美國神經學家帕維爾·賈斯特波夫（Pawel Jastreboff）及瑪格麗特·賈斯特波夫（Margaret Jastreboff）於2000年提出。恐音症一般被認為肇因於患者的自主神經系統和大腦邊緣系統之間存在著異常過強的聯繫，而並非一般所認為的單是聽覺系統的過度活動。患者會出現一種對聲音容忍度低的表現，故也被稱為選擇性聲音敏感綜合症（selective sound sensitivity syndrome，簡稱4S）。恐音症也不同於聽覺過敏，因它通常只針對某些特定聲音才會產生反應。目前科學家對引起厌声症的具體解剖學生理位置所知甚少，但很有可能這種異常存在於患者中樞神經系統的結構當中。
這裡沒有標準的診斷準則，而且關於它的普遍性或治療方法的研究很少。支持者認為，恐音症會對實現生活目標和享受社交場合的能力產生不利影響。截至2019年，尚未有基於證據的方法來處理該病情。

## 癥狀與症狀
截至2016年，關於恐音症的文獻有限。一些小型研究顯示，患有恐音症的人通常對特定聲音會有強烈的負面情緒、思想和身體反應，文獻將之稱為「觸發聲音」。這些聲音通常聽起來很柔和，但可能聽起來似乎聲量大。一項研究發現，大約80％的聲音與口腔有關（如進食時的嘖嘖聲、咀嚼或讓口香糖至砰砰聲、耳語、吹口哨等），而大約有60％是重複性的。視覺觸發的發展可能與觸發聲音有關。「恐音」的反應似乎有可能在沒有實際聲音的情況下發生。
觸發反應可能包括對聲音源的敵對情緒時會想逃離，仍然持續其存在但忍受著的話會試圖阻止它或嘗試去模仿該聲音。當一個人年輕並源自密切關係的某人或是寵物的時候，可能會出現首個恐音症的反應。尤其嚴重的恐音症病例可能由朝向聲音來源的劇烈脈衝導致。在《精神病學和臨床心理藥理學（Psychiatry and Clinical Psychopharmacology）》期刊中詳細描述了一種情況就是，患者以別人大聲進食的形式觸發其展示出「非自願暴力」。
恐音症的患者意識到他們經歷此情況，而當中有些人認為它是異常的；在他們生活中造成的這種擾亂的範圍從輕微到嚴重。逃避和其他行為會使這種狀況的人更難實現他們的目標並享受人際間的互動。

## 機制
恐音症的機制目前還不清楚，有可能是大腦中央聽覺系統功能障礙造成的，而不是耳朵的功能有障礙造成的。
事主會不會被聲音觸發而採取某些行動，取決於聲音的來源和內容。
2017年的一項研究發現，事主接收到特定聲音的時候，前島葉皮質會活躍起來，尤其是那些負責長期記憶、恐懼、和情緒的部份。前島葉皮質負責處理情緒（例如恐懼），也負責把外部來的訊號（例如聲音）和內部的訊號（例如心肺運作時產生的信號）整合起來。該研究還發現，患有恐音症的人體內髓磷脂含量較高（一種包裹在大腦神經細胞周圍以提供電絕緣的脂肪物質）。目前還不清楚髓磷脂是恐音的原因或結果。

## 診斷
這裡沒有恐音症的標準診斷準則。恐音症有別於聽覺過敏，它並非針對特定的聲音，並且不涉及類似的強烈反應，而從聲音恐懼症中，那是對特定聲音的恐懼，但兩者都有可能發生。
目前尚不清楚患有恐音症的人是否通常有合併症的狀況（即患者同時存在兩種慢性疾病或狀況），也不清楚是否有遺傳的元素。

### 分類
精神疾病診斷與統計手冊或國際疾病與相關健康問題統計分類中無法識別對恐音症的診斷，並且沒有被分類為聽力學或精神病學障礙。它可能是一種聲音與情感的聯覺，並且與某些焦慮症具相似之處。截至2018年，尚未清楚是否應將恐音症歸類為一種症狀或一種情況。

## 管理

認知行為治療的理論。

截至2018年，尚未有針對該疾病狀況的循證醫學基礎，也尚未有發表過的任何隨機臨床試驗；醫療保健人員一般會透過認識到這個人正在經歷的情況並制訂應對策略以嘗試幫助人們應對恐音症。關於使用聲音療法的一些小型研究經已發表，那類似於耳鳴再培訓治療以及認知行為療法和協助人們減少對觸發聲音察覺的暴露疗法。這些方法都沒有被充分研究以確定其有效性。

## 流行病學
恐音症的患病率於目前尚未知道；也未知道男性還是女性，或是年紀較大的人更容易患上恐音症。現時存在著幾個擁有成千上萬成員的線上支援小組被引用為可能表明其患病率。

## 詞源
恐音症來自於希臘語單詞「μίσος（IPA: /'misɔs/）」，和「φωνή（IPA: /fɔˈni/）」，意思為「討厭」和「聲音」，大致翻譯為「討厭的聲音」，由聽力學專家帕維爾·賈斯特波夫（Pawel Jastreboff）和瑪格麗特·賈斯特波夫（Margaret Jastreboff）於2000年創造，旨在將這種情況與其他形式的聲音耐受性下降區分開來，例如是對某些頻率和音量範圍過敏症的聽覺過敏（hyperacusis）和聲音恐懼症（phonophobia）。

## 社會及文化
- 曾經歷恐音症的人們組成了不同的在線支援小組[10][12]。
- 2016年，一部有關恐音症的電影紀錄片《Quiet Please》獲發行[13][14]。

### 值得注意的個案
- 巴倫·H·勒納（英语：Barron H. Lerner）[15]
- 凱莉·里帕（英语：Kelly Ripa）[16]
- 梅蘭妮·林斯基[17]
- 大濱松三